# 格里爾廣場 (亞利桑那州)
格里爾廣場（英語：Greer Place）是位於美國亞利桑那州阿帕契縣的一個非建制地區。該地的面積和人口皆未知。

## 地理
格里爾廣場的座標為34°36′12″N 109°36′18″W / 34.60333°N 109.60500°W，而該地的平均海拔高度為1665米（即5463英尺）。